# 趙孟頫
赵孟頫（1254年10月22日—1322年7月30日），字子昂，号松雪道人，别号鸥波、水精宫道人等。兩浙西路烏程（今浙江省湖州市吳興區）人。元朝官員，书画家。元朝畫家、詩人管道昇是赵孟頫之妻；畫家王蒙是赵孟頫之外孫。赵孟頫为宋太祖后代，后选择与元朝合作，并受到皇帝宠爱，“荣际五朝，名满四海”，官至翰林学士承旨，是元代文人画、书法的领袖人物。

## 生平
赵孟頫出身于宋朝宗室（宋太祖第十一世孫，太祖第四子秦王趙德芳後代），宋孝宗的兄长赵伯圭的玄孙。宋亡後，辞官返回故乡吴兴闲居。
至元二十三年（1286年）经程鉅夫推薦出仕元朝，授刑部主事，於北方遊宦十年。至元末到大德初，仕宦江南。累官至翰林学士承旨，荣禄大夫，世稱「趙承旨」。死后晋封魏国公，谥文敏。
赵孟頫在诗、书、画、印上皆有很高造诣。诗作有《松雪斋集》。书法上精通行书、楷体，独创“赵体”，对后代书法艺术影响很大；篆刻以“元朱文”著称；画法上也有独创性，首次提出书画用笔相同的理论。

### 朋友
- 高克恭，色目人畫家，趙孟頫和其友誼最為篤厚，至元二十三年（1286年）初到大都任官，便與其過從。此後高克恭受其影響開始習畫，成為天才型畫家[2]。曾與趙孟頫共同創作《奇石古木圖》等畫[3]，並於至元末到大德初年，一同仕宦江南。
- 鮮于樞，書法家。

## 文人畫
趙孟頫、高克恭、李衎（音同看）與商琦，並稱元初四大家。趙孟頫至大都任官後，吸收北方「用筆簡率」的古意畫風，師法唐王維、五代董源的畫風，創造出《鹊华秋色图》與《水村圖》。開啟以「寫意」為主的文人畫風，集前代大成，不拘風格。反璞歸真，講求平淡自然。迄今为止没有证据显示他曾为忽必烈或宫中的蒙古权贵画过画，并不是严格意义上的宫廷画家。
赵孟頫的画作题材广泛：山水、人物、动物、花鸟、竹石无所不有，其后各代几乎无人能超过他。他前期的画作设色独到，即“绚丽之极，仍归自然”。后期多作淡墨画，近乎白描。赵孟頫的儿子赵雍、夫人管道皆能作画，元代画家王蒙是他的外孙。

## 书法
趙孟頫、鮮于樞與鄧文原，並稱元初三大家。趙孟頫以行書、楷書最為著名，他主張遵從古法，認為書法應用筆為上，所以勤摹古人，探究筆法。主張將「晉書的風情神韻化入精謹森嚴的唐法」。王羲之對他影響最大。他在中國書法史中有兩大貢獻，其一是振興章草，章草的復興雖不能歸功他一人，但趙的影響力卻不可小視，當時書法家多數受他影響，愛寫章草。其二是振興小楷，在宋人當中，堪稱用力最勤。
2019年11月18日18點30分，趙孟頫的書法作品《致郭右之二帖卷》通過中國嘉德以8800萬元起拍，以2.325億元落槌，加上佣金總共2.67375億元成交，使得它成為了趙孟頫最貴的作品。

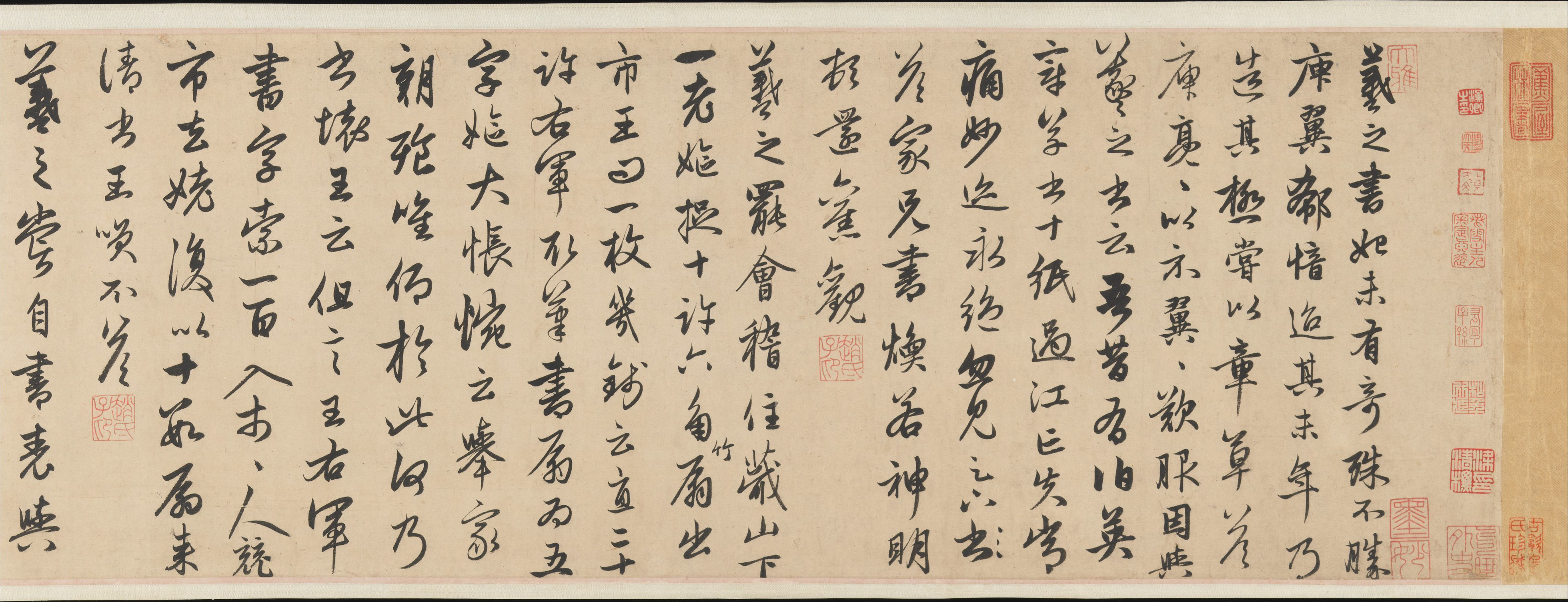
行書右軍四事（局部），美國紐約大都會博物館藏

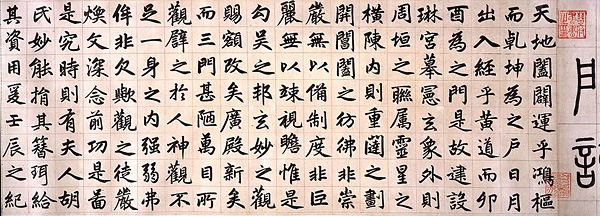
楷書《玄妙觀重修三門記》東京國立博物館藏

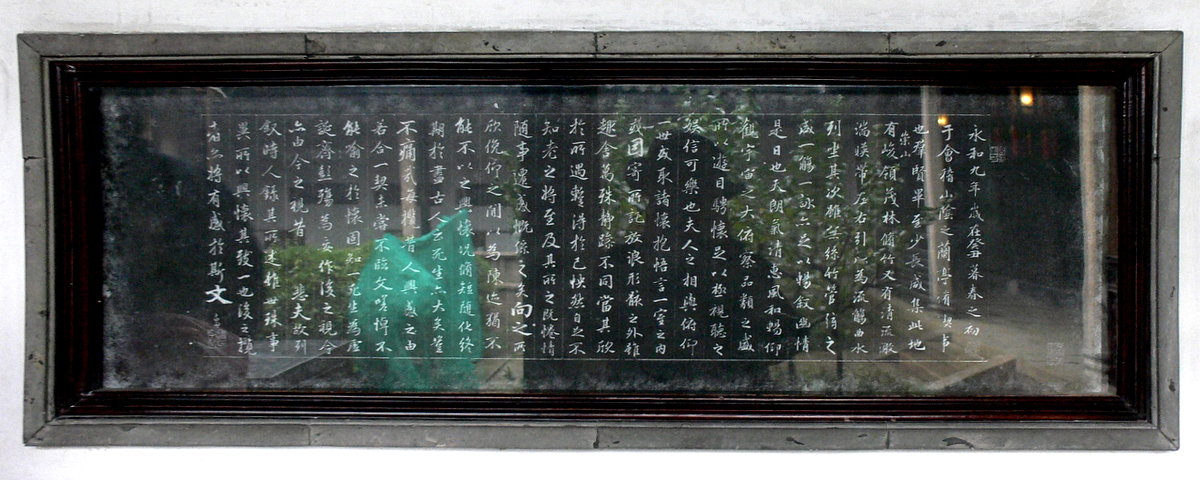
赵孟頫兰亭集序碑

## 詩
詩風屬於元代南方的「宗唐得古」，即古體詩宗兩晉，近體詩宗唐。

## 影響

### 同代人
- 高克恭，色目畫家中享名最高，受品題最多者[12]。趙孟頫和其友誼最為篤厚，至元23年（1286年）高克恭初到大都任官，便與其過從。此後受其影響開始習畫，成為天才型畫家[2]。

### 明
- 姚綬，明朝畫家，作品有《仿趙孟頫秋江魚隱圖》（中國北京故宮藏）[13]。

## 祖上
- 十一世祖宋太祖趙匡胤
- 十世祖秦康惠王趙德芳，夫人焦氏焦繼勋之女，趙惟憲生母
- 九世祖英國公趙惟憲，夫人徐國夫人和氏（和凝孫女）
- 八世祖新興侯趙從郁，丹陽郡君薛氏（河東薛氏）
- 七世祖華陰侯趙世將，夫人壽安縣君李氏（李惟賢女兒）
- 六世祖慶國公趙令譮，夫人劉氏封齊國夫人
- 五世祖秀安僖王趙子偁，夫人張氏
- 高祖父崇憲靖王趙伯圭；夫人宋氏，宋徽宗與顯肅皇后鄭氏之外孫女、宋邦光與安德帝姬趙金羅之女
- 曾祖父新興恭良郡王趙師垂，元朝追贈集賢侍讀學士
- 祖父趙希戭，元朝追贈太常禮儀院使、封吳興郡公
- 父趙與訔（1213～1265），南宋户部侍郎、临安知府、浙西安抚使。元朝追贈集賢殿大學士、魏國公。元配李氏，李仁本幼女，李熙長妹[14]，宋度宗名義上的姨母，繼配丘氏，子十：孟頔、孟頒、孟碩、孟頌、孟頖、孟顥、孟頫、孟籲、孟頵、孟願。多在南宋任官。女十四：孟巽、孟鼎、孟兑、孟歸、孟良、孟家、孟比、孟益、孟萃、孟漸、孟豫、孟遇、孟過、孟既
- 子趙亮、趙雍、趙奕。

## 紀念
水星上的87.3° S, 132.4° W有趙孟頫隕石坑。

## 南嶽聖侯
台灣新北市八里區南嶽宮及三重區南聖宮均以南嶽聖侯為祭祀主神，相傳南嶽聖侯即為趙孟頫，另亦有南嶽聖侯為關公（關聖帝君）之說。
南嶽聖侯是台灣獨自發展的信仰，因為趙孟頫在歷史上未曾有過南嶽聖侯之封號，南嶽聖侯即趙孟頫之說法，據說源自神諭所示。又兩廟之金身來自同安後山埔本廟，該廟主祀南嶽大帝，陪祀陳姓的「聖侯公」，並無名為「南嶽聖侯」之神祗。

## 延伸阅读
[在维基数据编辑]
 《元史/卷172》，出自宋濂《元史》
 《新元史/卷190》，出自柯劭忞《新元史》
 在维基共享资源阅览影像
|                                        | 元四家 |
| 一说：赵孟頫 \| 黄公望 \| 王蒙 \| 吴镇 |        |
| 另说：黄公望 \| 王蒙 \| 倪瓒 \| 吴镇   |        |